# Chefias da Serra Leoa

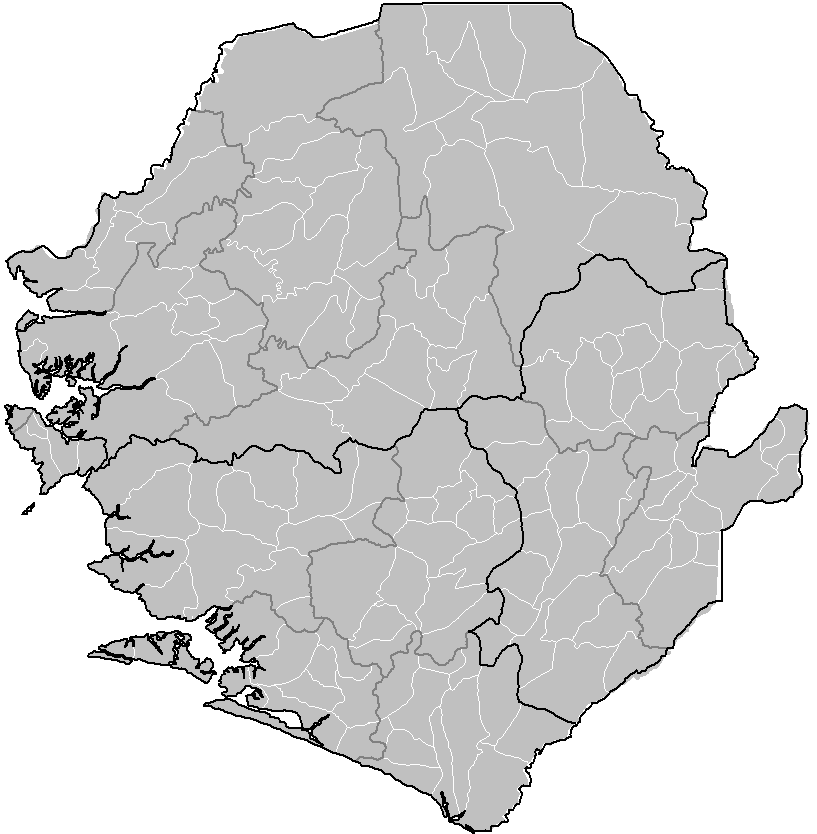
Chefias da Serra Leoa.

As Chefias da Serra Leoa são as unidades de terceiro-nível de administração em Serra Leoa.
Os distritos da Serra Leoa são dividos em chiefdoms (chefias).

## História e organização
Em 1896, as autoridades coloniais britânicas declararam um protetorado sobre os territórios do interior, e determinando que os chefes tradicionais, até então soberanos, passariam a funcionar como intermediários (p.ex., para a cobrança de impostos) entre o povo e a administração colonial. A partir daí, os britânicos formalizaram o processo de escolha e a esfera de autoridade dos chefes. Após a independência, o novo estado da Serra Leoa manteve o sistema dos chefes sem grandes alterações.
Em cada chefia há um chefe, eleito vitaliciamente pela "conselho da chefia" (uma assembleia reunindo os notáveis de cada território). Apenas podem concorrer às eleições membros de famílias que tenham no passado ocupado o cargo.

## Província do Norte

### Bombali (distrito)
- Bombali Shebora - Makeni
- Makari Gbanti - Masongbon
- Sanda Tenraren - Mateboi
- Biriwa -Kamabai
- Magbaiamba Ndowahun - Hunduwa
- Sanda Loko - Kamalo
- Safroko Limba - Binkolo
- Sella Limba - Kamakwie
- Tambakha - Fintonia
- Gbanti Kamaranka - Kamaranka
- Gbendembu Ngowahun - Kalangba
- Paki Massabong - Mapaki
- Libeisaygahun - Batkanu

### Kambia (distrito)
| - Magbema -Kambia - Samu -Kychum - Mambolo -Mambolo - Gbinle Dixing -Tawaya - Masungbala -Kawulia - Tonko Limba -Madina - Briama -Kukuna | - Diang -Kondembaia - Nieni -Yiffin - Sengbe -Yogomaia - Sulima -Falaba - Wara-Wara Bafodea -Bafodea - Mongo -Bendugu (Serra Leoa) - Dembelia Sikunia -Sikunia - Kasunko -Fadugu - Folasaba -Musaia - Wara-Wara Yagala -Gbawuria - Neya -Krubola | - Koya - Songo - Kaffu Bullom - Mahera - T.M. Safroko - Miraykulay - Loko Massama - Petifu - Maforki - Port Loko - Masimera - Masimera - Bureh Kaseh - Mange - Marampa - Lunsar - Buya Romende - Foredugu - Debia - Gbinti - Sanda Magbolontor - Sendugu | - Kalansongoia - Bumbuna - Gbonkolenken - Yele - Kholifa - Magburaka - Kunike - Masingbi - Kafe Simiria - Mabonto - Kholifa Mabang - Mabang - Kunike Barina - Makali - Malal Mara - Rochin - Sambaia - Bendugu - Yoni Yoni - Bana - Tane - Matotoka |

## Província do Sul
| - Badjia – Ngelehun - Bagbo – Jimmi - Bagbwe – Ngarlu - Baoma – Baoma - Bumpe–Gao – Bumpe - Gbo – Gbo - Jaiama Bongor – Telu - Kakua – Kakua - Komboya – Njala - Lugbu – Sumbuya - Niawa Lenga – Nengbema - Selenga – Dambala - Tikonko – Tikonko - Valunia – Mongere - Wonde – Gboyama | - Imperri - Gbangbama - Bum - Madina - Jong - Mattru - Dema - Tissana - Kwamebai Krim - Benduma - Sittia - Yonni - Nongoba Bullom - Gbap - Sogbini - Tihun - Yawbeko - Talia - Kpanda - Kemo Motuo - Bendu - Cha Bendu | - Bumpe - Rotifunk - Kowa - Njama - Kamajei - Senehun - Fakunya - Gandohun - Dasse - Mano - Upper Banta - Mokelle - Kagboro - Shenge - Banta - Gbangbantoke - Bagruna - Sembehun - Kaiyamba - Moyamba - Timdale - Bomotoke - Ribbi - Bradford - Kongbora - Bauya - Cori - Taiama | - Peje - Futta - Panga Krim - Gobaru - Mano Sakrim - Gbonjema - Malen - Sahn - Makpele - Zimmi - Kpaka - Massam - Soro Gbema - Fairo - Yekomo Kpukumu Krim - Karlu - Kpanga Kagonde - Pujehun - Gallines Perri -Blama - Barri - Potoru - Sowa - Bandajuma |

## Província do Leste
| - Peje West - Bunumbu - Jaluahun - Segbwema - Jawei - Daru - Luawa - Kailahun - Malema - Jojoima - Kissi Teng - Kangama - Kissi Tongi - Buedu - Kissi Kama - Dea - Peje Bongre - Manowa - Upper Bambara - Pendembu - Yawei - Bandajuma - Dea - Baiwala - Penguia - Sandar - Mandu - Mobai | - Dama -Giema - Tunkia - Gorahun - Nongowa - Kenema - Lower Bambara - Panguma - Kandu Leppiam - Gbado - Gaura -Joru - Gorama Mende -Tungie - Niawa -Sundumei - Koya -Baoma - Malegohun -Sembehun - Simbaru -Boajibu - Small Bo -Blama - Dodo -Dodo - Wando - Faala - Nomo - Faama - Langurama Ya - Baima | - Tankoro - New Sembehun - Gbense - Koidu-Sefadu - Kamara - Tombodu - Nimikoro - Njaiama - Nimiyama - Sewafe - Sandor - Kayima - Toli - Kondewakor - Gbane - Ngandorhun - Lei - Siama - Soa - Kainkordu - Fiama - Njagbwema - Gorama Kono - Kangama - Mafindor - Kamiendor - Gbane Kandor - Koardu |